# Daniel Orsanic
Daniel Orsanic (ur. 11 czerwca 1968 w Buenos Aires) – argentyński tenisista i trener tenisa, reprezentant kraju w Pucharze Davisa.

## Kariera tenisowa
Karierę zawodową Orsanic rozpoczął w 1989 roku, a zakończył w 2003 roku.
W grze pojedynczej wygrał dwa turnieje kategorii ATP Challenger Tour, w 1989 roku w Goiânie i w 1993 roku w Lublanie.
W grze podwójnej Orsanic triumfował w ośmiu imprezach rangi ATP World Tour i osiągnął siedem finałów. W deblowych zawodach wielkoszlemowych najdalej doszedł w 1997 i 2000 roku podczas French Open. W edycji z 1997 roku startował razem z Lucasem Arnoldem Kerem, a w 2000 roku z Jaimem Oncinsem.
W 1999 roku wystąpił w Pucharze Davisa przeciwko Ekwadorowi w grze podwójnej, wspólnie z Lucasem Arnoldem Kerem.
W rankingu gry pojedynczej Orsanic najwyżej był na 107. miejscu (15 listopada 1993), a w klasyfikacji gry podwójnej na 24. pozycji (11 maja 1998).
Po zakończeniu kariery Orsanic zajął się pracą trenerską. Najpierw współpracował z Luisem Horną. W 2007 roku był kapitanem Argentyny, która wygrała drużynowy puchar świata. Później został zatrudniony przez José Acasuso. W 2008 roku, przed Rolandem Garrosem, zakończyli współpracę. W dalszych latach trenował Pablo Cuevasa. Od sezonu 2015 kapitan reprezentacji Argentyny w Pucharze Davisa, którą doprowadził do pierwszego w historii zwycięstwa podczas edycji z roku 2016.

### Finały w turniejach ATP World Tour
| Legenda                                                 |
| Wielki Szlem                                            |
| Igrzyska olimpijskie                                    |
| Tennis Masters Cup                                      |
| ATP Masters Series                                      |
| ATP Championship Series / ATP International Series Gold |
| ATP World Series / ATP International Series             |

#### Gra podwójna (8–7)
| Końcowy wynik | Nr | Data                 | Turniej      | Nawierzchnia | Partner            | Przeciwnicy                        | Wynik finału     |
| ------------- | -- | -------------------- | ------------ | ------------ | ------------------ | ---------------------------------- | ---------------- |
| Zwycięzca     | 1. | 15 sierpnia 1993     | San Marino   | Ceglana      | Olli Rahnasto      | Juan Garat Roberto Saad            | 6:4, 1:6, 6:3    |
| Zwycięzca     | 2. | 31 lipca 1994        | Hilversum    | Ceglana      | Jan Siemerink      | David Adams Andriej Olchowski      | 6:4, 6:2         |
| Finalista     | 1. | 28 września 1997     | Bukareszt    | Ceglana      | Hendrik Jan Davids | Luis Lobo Javier Sánchez           | 5:7, 5:7         |
| Finalista     | 2. | 5 października 1997  | Palermo      | Ceglana      | Hendrik Jan Davids | Andrew Kratzmann Libor Pimek       | 6:3, 3:6, 6:7    |
| Zwycięzca     | 3. | 27 października 1997 | Meksyk       | Ceglana      | Nicolás Lapentti   | Luis Herrera Mariano Sánchez       | 4:6, 6:3, 7:6    |
| Finalista     | 3. | 12 lipca 1998        | Gstaad       | Ceglana      | Cyril Suk          | Gustavo Kuerten Fernando Meligeni  | 4:6, 5:7         |
| Zwycięzca     | 4. | 2 sierpnia 1998      | Kitzbühel    | Ceglana      | Tom Kempers        | Joshua Eagle Andrew Kratzmann      | 6:3, 6:4         |
| Zwycięzca     | 5. | 4 października 1998  | Majorka      | Ceglana      | Pablo Albano       | Jiří Novák David Rikl              | 7:6, 6:3         |
| Finalista     | 4. | 11 października 1998 | Palermo      | Ceglana      | Pablo Albano       | Donald Johnson Francisco Montana   | 4:6, 6:7         |
| Finalista     | 5. | 1 listopada 1998     | Meksyk       | Ceglana      | David Roditi       | Jiří Novák David Rikl              | 4:6, 2:6         |
| Zwycięzca     | 6. | 2 maja 1999          | Monachium    | Ceglana      | Mariano Puerta     | Massimo Bertolini Cristian Brandi  | 7:6, 3:6, 7:6    |
| Zwycięzca     | 7. | 25 lipca 1999        | Stuttgart    | Ceglana      | Jaime Oncins       | Ałeksandar Kitinow Jack Waite      | 6:2, 6:1         |
| Finalista     | 6. | 6 maja 2001          | Monachium    | Ceglana      | Jaime Oncins       | Petr Luxa Radek Štěpánek           | 7:5, 2:6, 6:7(5) |
| Finalista     | 7. | 27 maja 2001         | Sankt Pölten | Ceglana      | Jaime Oncins       | Petr Pála David Rikl               | 3:6, 7:5, 5:7    |
| Zwycięzca     | 8. | 30 września 2001     | Palermo      | Ceglana      | Tomás Carbonell    | Enzo Artoni Emilio Benfele Álvarez | 6:2, 2:6, 6:2    |